# Proyecto Excalibur
El Proyecto Excalibur fue un programa de investigación de armas nucleares de Estados Unidos para desarrollar un láser de rayos-X accionado por energía nuclear como un arma de energía dirigida para la defensa en contra de misiles balísticos entre las décadas de 1970 y 1990. Se convirtió en parte de la Iniciativa de Defensa Estratégica (SDI, por sus siglas en inglés.) Concebido por el científico nuclear Edward Teller, el concepto involucraba anexar un gran número de dispositivos de rayos-X de baja energía fotonica alrededor de una dispositivo nuclear. Cuando el dispositivo fuese detonado, se dispararían haces de rayos-x en diferentes direcciones. El objetivo era apuntar esos hazes para derribar misiles cerca del final, y el después de la fase de impulso. El mecanismo es llamado golpe por propulsión de láser ablativa.

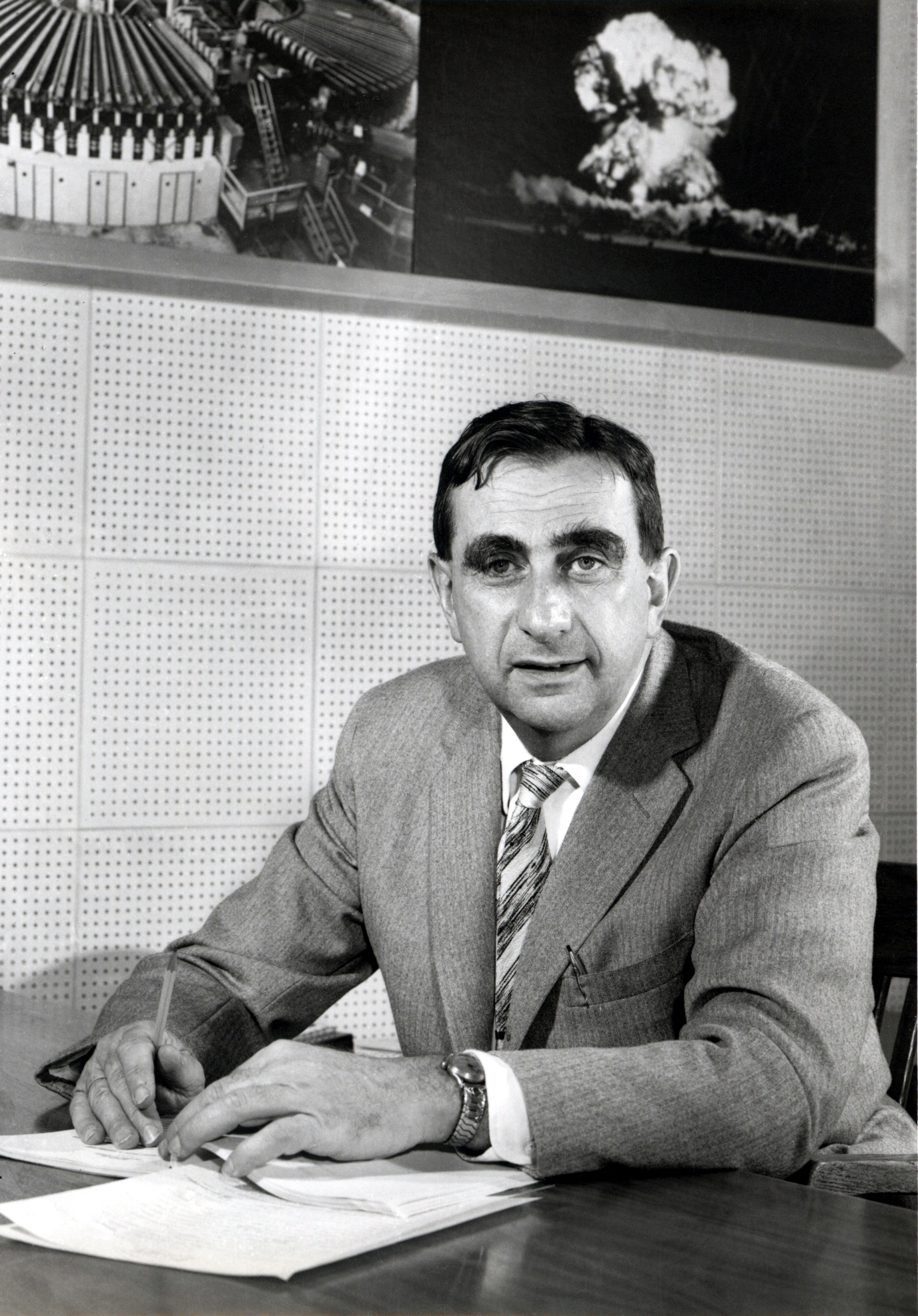
Edward Teller, científico que concibió el Proyecto Excalibur.

El Proyecto Excalibur fue parte de la Iniciativa de Defensa Estratégica.

Archivos desclasificados indican que el aparato consistía en un pequeño dispositivo nuclear rodeado por múltiples barras de un material que servía de medio de ganancia de rayos-X, liberando rayos-x cuando se impulsaba por fotones incidentes. Cada barra funcionaria como un láser de rayos-X separado. El láser de rayos-X sería opticamente impulsado por fotones de extrema alta densidad y energía que aparecen en los primeros nanosegundos de una detonación nuclear. El impulso podría emitir un puso de rayos-X coherentes, en la dirección del eje longitudinal de la barra. A diferencia de los láseres ópticos, en los cuales la luz es reflejada por espejos y hace pases múltiples a través del medio de ganancia, en el láser de rayos-x el pulso de luz es generado en un solo paso a través del medio de ganancia. Los cálculos mostraron que el pulso de alta energía de los láseres podría ocurrir antes que la detonación destruyera los láseres y el resto del satélite. Si un gran número de barras (medio de ganancia) fuesen usados, cada una pre-alineada para apuntar a un misil, un gran número de misiles podrían ser destruidos de un solo golpe.
La propuesta original era colocar varios de estos satélites en órbita. Tenía que haber al menos uno entre Estados Unidos y sus enemigos cuando un ocurriese un lanzamiento masivo de ICMBs (misiles balísticos intercontinentales, por sus siglas en inglés). La Unión Soviética era el único país rival capaz de realizar un lanzamiento de este tipo. Debido a que el posicionamiento de estos satélites en el espacio violaría el tratado del espacio exterior, una propuesta posterior sería la de colocar el sistema en misiles de despliegue rápido en Alaska y en un esfuerzo para estar más cerca del punto de lanzamiento, en SLBMs (Misil balístico lanzado desde submarino), por sus siglas en inglés) en el Mar de Ojotsk y el Mar de Kara. En el momento del lanzamiento de un ICBM ruso, el láser se desplegaría en el espacio en anticipación de la trayectoria de los ICBMs para interceptarlos. Se consideró que las grandes ópticas de estos satélites no podían re-posicionarse a tiempo para disparar de un misil a otro con suficiente rapidez.
Este proyecto fue propuesto como solución a los problemas de usar láseres ópticos en satélites para derribar misiles: Si un gran número de lanzamientos cercanos de ICBMs ocurriese, los satélites de láseres ópticos no podrían destruirlos a todos, debido a que fueron diseñados para dispararles de uno a la vez. El reposicionamiento rápido de estos satélites llevó una considerable investigación para que varios misiles pudieran ser destruidos a tiempo para lidiar con el ataque masivo. Sin embargo, esto quedó fuera de alcance, dándole importancia al Proyecto Excalibur, el cual era visto como una medida desesperada incluso por aquellos que trabajaron en él.
Diez pruebas conocidas de láseres de rayos-x impulsados por energía nuclear se llevaron a cabo entre 1978 y 1988. Se determinó que el proyecto estaba fuera de alcance para la tecnología actual y fue formalmente abandonado en 1992. Desde entonces, su influencia principal fue su aparición en la ciencia ficción. La investigación fue dirigida a los satélites láser y armas cinéticas bajo la iniciativa de defensa estratégica.
Varias impresiones artísticas del dispositivo fueron realizadas.